# Nizar Halabi
 (février 2025).
 (février 2025).
Si vous disposez d'ouvrages ou d'articles de référence ou si vous connaissez des sites web de qualité traitant du thème abordé ici, merci de compléter l'article en donnant les références utiles à sa vérifiabilité et en les liant à la section « Notes et références ».
Nizar Al Halabi est un chef religieux et un homme politique libanais. Il prend la tête de l'Association des Projets de Bienfaisance Islamiques en septembre 1982 et développe son réseau au Liban ainsi que dans 40 autres pays.
Il a été assassiné le 31 août 1995 par balles à Beyrouth par des membres du groupe djihadiste Usbat al-Ansar, qui seront arrêtés et condamnés à mort quelques mois plus tard[réf. souhaitée].
Ce cheikh était contre l'extrémisme de toutes sortes et il avait déjà, à son époque, prévenu ceux qui le suivaient, des groupes déviés qui sont maintenant devenus des groupes qui ont fait des ravages dans le monde tels que Daesh et autres...
Mais, commençons par le commencement...
Nizar Al Halabi, né en 1952, a fait connaissance avec le savant, le chaykh ^Abdou l-Lah Al Harariyy depuis son enfance. Il a été éduqué par lui, apprenant ses nobles caractères et il a œuvré sur ses pas. Il a reçu de lui les enseignements et les connaissances en matière de religion. Il a étudié des livres dans la jurisprudence chaféite tel que le livre Zoubad Ibn Raslan, ainsi que d'autres ouvrages...
Sa scolarité à l'école primaire a été accompli à l'école Abou Bakr as-Siddiq, et au collège et au lycée à Oumar Ibnou-l-Khattab, ensuite il a intégré Al 'Azhar à Beyrouth où il a obtenu le diplôme de Al 'Azhar. Ensuite il est parti à Al 'Azhar Al Charif en Egypte où il a été institué de la faculté des Lois Islamiques en 1975.
Lorsqu'il est retourné à Beyrouth il a reçu la fonction d'Imam, d'orateur et d'enseignant à la mosquée Bourj Abi Haydar, par mandat de la direction générale des 'awqaf (c'est-à-dire bien dédiés) islamiques, sous la direction de l'office de la Fatwa.
Il assurait aussi des cours et des conférences dans des mosquées, des écoles, des forums et des associations. Ainsi il est devenu en l'an 1982 le président de l'Association des Projets de Bienfaisance Islamiques, et en 1983 il est nommé représentant de l'office libanais de la Fatwa pour l'envoi officiel des pèlerins.
Grâce à son ardeur, sa sagesse et son amour sincère pour sa religion, et malgré le peu de moyens, Nizar Al Halabi a pu atteindre les objectifs de son maître et professeur, ^Abdou l-Lah Al Harariyy, en édifiant des écoles, des institutions islamiques ainsi que des centres (islamiques, culturels, sportifs, etc.).
Le chaykh Nizar était un orateur audacieux qui n'a jamais eu peur de dire la vérité, coûte que coûte, ne se souciant pas de ce que l'on pourrait dire de lui. D'ailleurs, il mettait constamment en garde contre ceux qui, mensongèrement sous la couverture de l'Islam, suivent des voies extrémistes et des idéologies d'accusation de mécréance. Il a également défendu les droits et les 'awqaf des musulmans, dont une grande partie a été maintenant perdue. Il défendait sa patrie en appelant à la reconstruire sur des fondements sains, et à la protéger contre les dangers de l'extrémisme qu'il avait déjà repérés dès son époque.
Il était appelé par les membres de l'Association des Projets de Bienfaisance Islamiques, l'homme du juste milieu, tant il n'autorisait aucune déviance. Il est possible de rencontrer actuellement au Liban ses successeurs qui diront de lui que c'était un homme empreint d'ascèse, d'une grande modestie et de beaucoup d'indulgence.
Puisque sa haine contre les groupes extrémistes a été clairement prononcée, il a été pour cela assassiné au Liban le 31 août 1995 par les groupes-mêmes desquels il mettait en garde.
Après sa mort, l'association a continué le chemin que Nizar Al Halabi ainsi que le grand chaykh ^Abdou l-Lah Al Harariyy avaient tracé, en apprenant aux futures générations ce que ces deux chaykh avaient apporté comme progrès au pays.
L'association est actuellement soutenue par l'état libanais ainsi que par tous ses membres implantés dans le monde entier, que ce soit en Amérique, en Asie, en Afrique ou en Europe.